# Aurélien Paret-Peintre
Aurélien Paret-Peintre (Annemasse, 27 februari 1996) is een Frans wielrenner. Zijn broer Valentin is ook wielrenner.

## Carrière
In de Ronde van Frankrijk van 2022 werd Paret-Peintre uit koers gehaald vanwege een positieve coronatest.

## Palmares
2021
GP La Marseillaise
2023
3e etappe Ronde van de Alpes-Maritimes en de Var
4e etappe Ronde van Italië
2024
5e etappe Ronde van de Alpen

## Resultaten in voornaamste wedstrijden
| Jaar | Ronde van Italië | Ronde van Frankrijk | Ronde van Spanje |
| ---- | ---------------- | ------------------- | ---------------- |
| 2019 |                  |                     |                  |
| 2020 | 16e              |                     |                  |
| 2021 |                  | 15e                 |                  |
| 2022 |                  | opgave              |                  |
| 2023 | 15e (1)          | 55e                 |                  |
| 2024 | 26e              |                     |                  |
| 2025 |                  | 25e                 |                  |

| Jaar | Milaan-San Remo | Ronde van Vlaanderen | Amstel Gold Race | Luik-Bast.‑Luik | Ronde van Lombardije | Waalse Pijl |
| ---- | --------------- | -------------------- | ---------------- | --------------- | -------------------- | ----------- |
| 2019 |                 |                      |                  | 64e             |                      | 99e         |
| 2020 |                 |                      |                  |                 |                      |             |
| 2021 |                 |                      | 18e              | 23e             | 34e                  | 33e         |
| 2022 |                 |                      |                  | 40e             | 74e                  | 73e         |
| 2023 |                 |                      |                  | 18e             | opgave               |             |
| 2024 |                 |                      |                  | 5e              | 51e                  |             |
| 2025 | 150e            | 16e                  |                  | 18e             |                      |             |

### Resultaten in kleinere rondes
| Jaar | Ronde van de Verenigde Arabische Emiraten | Parijs-Nice | Ronde van het Baskenland | Critérium du Dauphiné | Ronde van Zwitserland |
| ---- | ----------------------------------------- | ----------- | ------------------------ | --------------------- | --------------------- |
| 2019 | 26e                                       |             | 72e                      |                       | 16e                   |
| 2020 |                                           | 21e         |                          | 68e                   |                       |
| 2021 |                                           | 9e          | 52e                      | 13e                   |                       |
| 2022 |                                           | 10e         | 37e                      | 50e                   |                       |
| 2023 |                                           | 11e         |                          |                       |                       |
| 2024 |                                           | 14e         |                          |                       |                       |
| 2025 |                                           | 12e         |                          | 34e                   |                       |

## Ploegen
- 2018 –  AG2R La Mondiale (stagiair vanaf 1 augustus)
- 2019 –  AG2R La Mondiale
- 2020 –  AG2R La Mondiale
- 2021 –  AG2R Citroën Team
- 2022 –  AG2R Citroën Team
- 2023 –  AG2R Citroën Team
- 2024 –  Decathlon AG2R La Mondiale Team
- 2025 –  Decathlon AG2R La Mondiale Team

Bagdonas · Bardet · Bidard · Bouchard · Cherel · Chevrier · Cosnefroy · Denz · Dillier · Domont · Dumoulin · Dupont · Duval · Frank · Gallopin · Gastauer · Geniez · Godon · Gougeard · Hänninen · Jauregui · Latour · Naesen · Paret-Peintre · Peters · Vandenbergh · Venturini · Vuillermoz · Warbasse · Champoussin (stagiair) · Hänninen (stagiair) · Jorgenson (stagiair) · Jullien (stagiair)
Bardet · Bidard · Bouchard · Champoussin (vanaf 1 april) · Cherel · Chevrier · Cosnefroy · Dillier · Domont · Duval · Frank · Gallopin · Gastauer · Geniez · Godon · Gougeard · Hänninen · Jauregui · Latour · L. Naesen · O. Naesen · Paret-Peintre · Peters · Tanfield · Vandenbergh · Vendrame · Venturini · Vuillermoz · Warbasse · Jullien (stagiair) · Reugel (stagiair) · Verger (stagiair)
Bidard · Bouchard · Calmejane · Champoussin · Cherel · Cosnefroy · Dewulf · Duval · Franktot en met 20 juni · Gallopin · Gastauer · Godon · Gougeard · Hänninen ·  Jullien · Jungels · L. Naesen · O. Naesen · O'Connor · Paret-Peintre · Peters · Prodhomme · Sarreau · Schär · Touzé · Van Avermaet · Van Hoecke · Vendrame · Venturini · Warbasse · Delphis (stagiair) · Lapeira (stagiair) · Retailleau (stagiair)
Berthet · Bouchard · Calmejane · Champoussin · Cherel · Cosnefroy · Dewulf · Gall · Godon · Hänninen ·  Jullien · Jungels · Lapeira · L. Naesen · O. Naesen · O'Connor · A. Paret-Peintre · V. Paret-Peintre · Peters · Prodhomme · Raugel · Retailleau (vanaf 1/8) · Sarreau · Schär · Touzé · Van Avermaet · Van Hoecke · Vendrame · Venturini · Warbasse · Delphis (stagiair) · Gautherat (stagiair) · Tronchon (stagiair)
Baudin · Berthet · Bonnamour · Bouchard · Cherel · Cosnefroy · Dewulf · Gall · Gautherat · Godon · Hänninen · Labrosse (Vanaf 1/8) ·  Lapeira · L. Naesen · O. Naesen · O'Connor · A. Paret-Peintre · V. Paret-Peintre · Peters · Prodhomme · Raugel · Retailleau · Sarreau · Schär · Touzé · Tronchon · Van Avermaet · Vendrame · Venturini · Warbasse · Chaussinand (stagiair) · Veistroffer (stagiair) · Verschuren (stagiair)
Armirail · Baudin · Bennett · Berthet · Boasson Hagen · Bonnamour (tot 25/3) · Bouchard · Cosnefroy · De Bondt · De Pestel · Dewulf · Gall · Gautherat · Godon · Hänninen · Labrosse · Lafay ·  Lapeira · Naesen · O'Connor · A. Paret-Peintre · V. Paret-Peintre · Peters · Pollefliet · Prodhomme · Retailleau · Touzé · Tronchon · Vendrame · Warbasse